# Porcupine (Dakota du Sud)
Pour les articles homonymes, voir Porcupine.
Porcupine est une zone urbanisée désignée sous le terme de census-designated place, située dans le comté d'Oglala Lakota, dans le sud-ouest de l'État du Dakota du Sud aux États-Unis.
Son code ZIP est 57772.
Porcupine est la « capitale » non officielle de la République Lakota auto-proclamée le 20 décembre 2007 par son dirigeant Russell Means.
Porcupine est situé à quelques kilomètres de Wounded Knee où le 27 février 1973, l'American Indian Movement (AIM) occupa la réserve indienne de Pine Ridge afin de protester contre la politique du gouvernement fédéral à l'intérieur de la réserve. Le siège dura 71 jours avant que les militants ne se rendent le 8 mai.
La localité doit probablement son nom à sa proximité avec une butte plantée de pins, qui aurait l'apparence d'un porc-épic (en anglais : porcupine).

## Démographie
| 1990 | 2000 | 2010  | - | - | - |
| ---- | ---- | ----- | - | - | - |
| 783  | 407  | 1 062 | - | - | - |

Au recensement de l'an 2010, la population s'élevait à 1 062 habitants. Le Bureau du recensement des États-Unis donne une superficie de 24,6 km2 pour son territoire.